# Фолькунги (династія)
Фолькунги — королівська династія шведського походження, яка правила Швецією з 1248 до 1364 року, Норвегією з 1319 до 1387 року, Данією з 1375 до 1387 року.

## Шведська гілка
Засновником династії був Бірґер Ярл, який походив з маєтку Б'єлбу. Тому доволі часто цю династію називають династією Б'єлбу. Фолькунгами в часи Бірґера називали прихильників старих прав, які боролися проти центральної влади та податкового тягара, що уособлювали королі з династії Б'єлбу. Виникла деяка плутанина, коли назва супротивників Бірґера Ярля перейшла на назву його династії. Бірґер зумів розгромити Фолькунгів на чолі із лаґманом Вестерґетланду Ескілем Маґнуссоном. Після цього назву Фолькунгів стали ототожнювати з династією ярла Бірґера.
Королі цієї династії проводили політику централізації влади, за їхніх часів Швецію було консолідовано у єдину державу. До цього — це була фактично федерація напівнезалежних володінь. За королів Фолькунгів сепаратистських спротив загалом було зламано. При цьому було закріплено права світських та церковних магнатів.
Водночас продовжувалося завоювання фінських земель. У 1249—1250 роках було здійснено 2-й хрестовий похід, під час якого шведи оволоділи центральною частиною Фінляндії, а у 1293—1300 роках — в ході чергового походу Швеція завоювала західну Карелію. У 1323 році було встановлено кордони з Новгородською республікою (Орехівська угода).
У 1352 році засновано місто Стокгольм, яке у 70-х роках цього ж століття стає столицею Швеції. Водночас поступово зростає вплив іноземців, особливо німців у великих та портових містах країни.
Проте намагання посилити королівську владу та зменшити вплив аристократії призвели до падіння династії Фолькунгів у Швеції.

### Фолькунги— королі Швеції
- Вальдемар I Бірґерссон, 1250—1275
- Маґнус III Ладулос, 1275—1290
- Бірґер Маґнуссон, 1290—1319
- Маґнус IV Ерікссон, 1319—1363
- Ерік XII Маґнуссон, 1356-1359
- Гокон Маґнуссон, 1362-1364

## Норвезька гілка
Намагамаючись розширити свій вплив, Фолькунги укладали шлюби із монархами сусідніх країн. Один з синів Маґнуса III Ерік одружився з Інґеборґою, донькою Гокона V, короля Норвегії. Цим самим Фолькунги отримали можливість висуватися претензії на норвезький трон. Нагода ця видалася, коли Гокон V помер у 1319 році. Його трирічний онук Маґнус Еріксон тоді став королем Швеції, а також претендентом на норвезький трон. За підтримки норвезької знаті та церкви його вдалося проголосити володарем Норвегії. Відтоді династія Фолькунгів очолила Норвегію.
Період правління Фолькунгів характеризує з одного боку посилення королівської влади, з іншого зростання впливу з-за кордону, зокрема Ганзи. Король Гокон Фолькунг уклав шлюб з донькою Вальдемара IV, короля Данії, який не мав спадкоємців. Згодом це надало можливість Фолькунгам отримати права на трон Данії. При цьому вони зберегли свої права на шведську корону.

### Фолькунги— королі Норвегії
- Маґнус VII, 1319—1363.
- Гокан VI, 1355-1380
- Олаф IV, 1380-1387

## Данська гілка
У 1363 році король Гокон VI Фолькунг, що володів Норвегією, уклав шлюб з Марґрете, донькою Вальдемара IV, короля Данії. Тим самим Фолькунги зробили ще один крок на приєднання до своїх володінь ще однією скандинавської країни. У 1375 році після смерті Вальдемара IV син Гокона Олаф Фолькунг став королем Данії. У 1380 році він стає ще королем Норвегії. Саме за часів Фолькунгів Данія та Норвегія знову об'єднуються однією родиною. Інтереси свого сина просувала Марґрете Данська. Фактично саме вона замість Олафа володарювала у Данії й Норвегії. Водночас почалася підготовка до захоплення Швеції, знать якої готувалася підтримати Фолькунгів супротив короля Альбрехта. Але завчасна смерть Олафа у 1387 році унеможливила план щодо об'єднання трьох країн під владою Фолькунгів. Проте завдяки авторитету та енергії Марґрете Данської у 1397 році була створена Кальмарська унія, яка трималася до 1523 року.

### Фолькунги— королі Данії
- Олаф II, 1375-1387